# Ajicero criollo
El ajicero criollo o picante criollo es una salsa picante típica de la gastronomía de Venezuela.
Por su composición es muy similar a otros aderezos como el pebre chileno o el pico de gallo mexicano.

## Características
Esta salsa viene a ser producto de la maceración en salmuera con vinagre de diversas verduras y especias, a saber:
- Cebolla
- Ajo
- Ají dulce
- Ají picante
- Pimienta en granos
- Zanahoria
- Ají chirel (tipo de ají pequeño muy picante)
- Pimentón (pimiento morrón)

Existe una variante en la que se le coloca suero de leche.

## Usos
Es muy usada principalmente como acompañante de los sancochos típicos de Venezuela, si bien también es posible acompañar las parrilladas con la misma